# Wereldbeker schaatsen junioren 2012/2013
De wereldbeker schaatsen junioren 2012/2013 (ISU Junior World Cup Speed Skating 2012/2013) is de vijfde editie van de Wereldbeker schaatsen junioren. Het seizoen bestaat uit vier wedstrijden, waarvan de eerste en derde over meerdere continentale evenementen worden uitgesplitst, de tweede een globale wedstrijd is waarna afgesloten wordt met een wereldbekerfinale. Voor de tweede keer is ook de massastart een officieel onderdeel van de wereldbekercyclus voor junioren; meisjes reden 8 rondes en jongens reden er 12.
In tegenstelling tot de meeste voorgaande edities maakt het WK Junioren dit seizoen geen deel uit van de wereldbeker. Ook bestaat de wereldbeker lange afstanden voor jongens alleen nog maar uit wedstrijden over 3000 meter.

## Puntenverdeling
| Plaats                         | 1   | 2   | 3   | 4  | 5  | 6  | 7  | 8  | 9  | 10 | 11 | 12 | 13 | 14 | 15 | 16 | 17 | 18 | 19 | 20 | 21 | 22 | 23 | 24 |
| ------------------------------ | --- | --- | --- | -- | -- | -- | -- | -- | -- | -- | -- | -- | -- | -- | -- | -- | -- | -- | -- | -- | -- | -- | -- | -- |
| Wereldbekerfinale              | 150 | 120 | 105 | 90 | 75 | 67 | 60 | 54 | 48 | 42 | 36 | 32 | 27 | 24 | 21 | 18 | 15 | 12 | 9  | 6  | 4  | 3  | 2  | 1  |
| Normale wereldbekerwedstrijd   | 100 | 80  | 70  | 60 | 50 | 45 | 40 | 36 | 32 | 28 | 24 | 21 | 18 | 16 | 14 | 12 | 10 | 8  | 6  | 4  | 3  | 2  | 1  |    |
| Regionale wereldbekerwedstrijd | 50  | 40  | 35  | 30 | 25 | 22 | 20 | 18 | 16 | 14 | 12 | 10 | 9  | 8  | 7  | 6  | 5  | 4  | 3  | 2  | 1  |    |    |    |

## Limiettijden
Om te mogen starten in de wereldbeker schaatsen junioren 2012/2013 moet de schaatser aan de volgende limiettijden hebben voldaan. Deze limiettijden zijn iets versoepeld ten opzichte van het vorige jaar.
| Geslacht | 500m  | 1000m   | 1500m   | 3000m   |
| -------- | ----- | ------- | ------- | ------- |
| Jongens  | 41,00 | 1.22,00 | 2.07,00 | 4.25,00 |
| Meisjes  | 45,00 | 1.30,00 | 2.20,00 | 5.00,00 |

## Kalender
| #           | Plaats          | Datum                 | 500m                                                                              | 1000m                                                                             | 1500m                                                                             | 3000m                                                                             | massastart                                                                        | achtervolging                                                                     | Extra                                                                             |
| ----------- | --------------- | --------------------- | --------------------------------------------------------------------------------- | --------------------------------------------------------------------------------- | --------------------------------------------------------------------------------- | --------------------------------------------------------------------------------- | --------------------------------------------------------------------------------- | --------------------------------------------------------------------------------- | --------------------------------------------------------------------------------- |
| 1           | Calgary         | 15 - 16 november 2012 | 2x                                                                                | 1x                                                                                | 1x                                                                                | 1x                                                                                | 1x                                                                                |                                                                                   | Regionale wedstrijd Noord-Amerika, halve punten                                   |
| 1           | Minsk           | 17 - 18 november 2012 | 2x                                                                                | 1x                                                                                | 1x                                                                                | 1x                                                                                | 1x                                                                                | Regionale wedstrijd Europa, halve punten                                          |                                                                                   |
| 1           | Changchun       | 29 - 30 december 2012 | 2x                                                                                | 1x                                                                                | 1x                                                                                | 1x                                                                                | 1x                                                                                | Regionale wedstrijd Azië, halve punten                                            |                                                                                   |
| 2           | Inzell          | 8 - 9 december 2012   | 1x                                                                                | 1x                                                                                | 1x                                                                                | 1x                                                                                | 1x                                                                                | 1x                                                                                |                                                                                   |
| 3           | Baselga di Pinè | 12 - 13 januari 2013  | 2x                                                                                | 1x                                                                                | 1x                                                                                | 1x                                                                                | 1x                                                                                |                                                                                   | Regionale wedstrijd Europa, halve punten                                          |
| 3           | Astana          | 19 - 20 januari 2013  | 2x                                                                                | 1x                                                                                | 1x                                                                                | 1x                                                                                | 1x                                                                                | Geplande regionale wedstrijd Azië, ging uiteindelijk niet door                    |                                                                                   |
| 3           | Roseville       | 19 - 20 januari 2013  | 2x                                                                                | 1x                                                                                | 1x                                                                                | 1x                                                                                | 1x                                                                                | Regionale wedstrijd Noord-Amerika, halve punten                                   |                                                                                   |
| 4           | Klobenstein     | 16 - 17 februari 2013 | 1x                                                                                | 1x                                                                                | 1x                                                                                | 1x                                                                                | 1x                                                                                | 1x                                                                                | Wereldbekerfinale, bonuspunten                                                    |
| Klobenstein | Klobenstein     | 22 - 24 maart 2010    | Wereldkampioenschappen schaatsen junioren 2013, telt niet mee voor de wereldbeker | Wereldkampioenschappen schaatsen junioren 2013, telt niet mee voor de wereldbeker | Wereldkampioenschappen schaatsen junioren 2013, telt niet mee voor de wereldbeker | Wereldkampioenschappen schaatsen junioren 2013, telt niet mee voor de wereldbeker | Wereldkampioenschappen schaatsen junioren 2013, telt niet mee voor de wereldbeker | Wereldkampioenschappen schaatsen junioren 2013, telt niet mee voor de wereldbeker | Wereldkampioenschappen schaatsen junioren 2013, telt niet mee voor de wereldbeker |

## Uitslagen

### Meisjes
| Wedstrijden              |                                                 |                              |                              |                              |                 |                       |
|                          | 500m                                            | 1000m                        | 1500m                        | 3000m                        | massastart      | achtervolging         |
| Noord-Amerika: Calgary   | Kate Hanly (39,04) Kako Yamane (39,11)          | Kate Hanly (1.17,82)         | Natsumi Takayama (2.00,05)   | Nene Sakai (4.17,17)         | Nene Sakai      | niet op het programma |
| Europa: Minsk            | Vanessa Bittner (39,58) Vanessa Bittner (39,90) | Vanessa Bittner (1.20,37)    | Reina Anema (2.03,67)        | Reina Anema (4.17,94)        | Ineke Dedden    | niet op het programma |
| Azië: Changchun          | Zhang Yue (40,01) Jang Mi (40,11)               | Heo Yoon-hee (1.20,65)       | Heo Yoon-hee (2.04,91)       | Park Cho-won (4.22,16)       | Wang Jianlu     | niet op het programma |
| Inzell                   | Kwak Hae-ri (39,34)                             | Antoinette de Jong (1.17,81) | Antoinette de Jong (1.59,76) | Reina Anema (4.17,39)        | Vanessa Bittner | Nederland (3.08,49)   |
| Europa: Baselga di Pinè  | Doreen Lamb (41,75) Kaitlyn McGregor (41,29)    | Kaitlyn McGregor (1.21,99)   | Kaitlyn McGregor (2.05,87)   | Jade van der Molen (4.29,43) | Ineke Dedden    | niet op het programma |
| Noord-Amerika: Roseville | Noémie Fiset (41,10) Noémie Fiset (43,46)       | Noémie Fiset (1.24,87)       | Noémie Fiset (2.19,05)       | Noémie Fiset (4.51,13)       | Clare Jeong     | niet op het programma |
| Klobenstein              | Kako Yamane (39,91)                             | Vanessa Bittner (1.19,30)    | Reina Anema (2.04,91)        | Jade van der Molen (4.26,30) | Vanessa Bittner | Nederland (3.16,35)   |
| Eindklassement           |                                                 |                              |                              |                              |                 |                       |
|                          | 500m                                            | 1000m                        | 1500m                        | 3000m                        | massastart      | achtervolging         |
| Goud                     | Vanessa Bittner                                 | Vanessa Bittner              | Reina Anema                  | Jade van der Molen           | Vanessa Bittner | Nederland             |
| Zilver                   | Kako Yamane                                     | Kaitlyn McGregor             | Heo Yoon-hee                 | Reina Anema                  | Ineke Dedden    | Zuid-Korea            |
| Brons                    | Doreen Lamb                                     | Antoinette de Jong           | Saori Toi                    | Sofie Karoline Haugen        | Saskia Alusalu  | Rusland               |

### Jongens
| Wedstrijden              |                                                   |                              |                             |                                |                   |                       |
|                          | 500m                                              | 1000m                        | 1500m                       | 3000m                          | massastart        | achtervolging         |
| Noord-Amerika: Calgary   | Junya Miwa (35,94) Junya Miwa (35,61)             | Junya Miwa (1.09,84)         | Shota Nakamura (1.46,89)    | Shota Nakamura (3.46,60)       | Junya Miwa        | niet op het programma |
| Europa: Minsk            | Darsil Essamambo (36,74) Darsil Essamambo (36,65) | Kai Verbij (1.12,07)         | Kai Verbij (1.51,12)        | Simen Spieler Nilsen (3.54,23) | Gerben Jorritsma  | niet op het programma |
| Azië: Changchun          | Bai Qiuming (36,39) Bai Qiuming (35,98)           | Kim Tae-yoon (1.11,64)       | Yang Fan (1.51,64)          | Seo Jeong-su (3.53,84)         | Yang Fan          | niet op het programma |
| Inzell                   | Konstantin Nikitin (35,78)                        | Yang Fan (1.10,81)           | Seo Jeong-su (1.49,20)      | Seo Jeong-su (3.51,29)         | Takuro Ogawa      | Nederland (3.55,23)   |
| Europa: Baselga di Pinè  | Gerben Jorritsma (36,93) Gerben Jorritsma (37,16) | Kai Verbij (1.12,21)         | Andrea Giovannini (1.51,71) | Andrea Giovannini (3.56,38)    | Andrea Giovannini | niet op het programma |
| Noord-Amerika: Roseville | Daniel Dubreuil (38,18) Edwin Park (39,52)        | Daniel Dubreuil (1.15,33)    | Daniel Dubreuil (2.00,53)   | Benjamin Donnelly (4.19,06)    | Edwin Park        | niet op het programma |
| Klobenstein              | Junya Miwa (36,74)                                | Konstantin Nikitin (1.12,47) | Yang Fan (1.53,38)          | Andrea Giovannini (3.57,06)    | Gerben Jorritsma  | Italië (3.56,30)      |
| Eindklassement           |                                                   |                              |                             |                                |                   |                       |
|                          | 500m                                              | 1000m                        | 1500m                       | 3000m                          | massastart        | achtervolging         |
| Goud                     | Darsil Essamambo                                  | Kai Verbij                   | Yang Fan                    | Andrea Giovannini              | Gerben Jorritsma  | Italië                |
| Zilver                   | Junya Miwa                                        | Yang Fan                     | Seo Jeong-su                | Seo Jeong-su                   | Andrea Giovannini | Nederland             |
| Brons                    | Gerben Jorritsma                                  | Konstantin Nikitin           | Junya Miwa                  | Masahito Obayashi              | Armin Hager       | Rusland               |

### Medaillespiegel
| Pos. | Land        | Goud | Zilver | Brons | Totaal |
| ---- | ----------- | ---- | ------ | ----- | ------ |
| 1    | Nederland   | 5    | 3      | 2     | 10     |
| 2    | Oostenrijk  | 3    | 0      | 1     | 4      |
| 3    | Italië      | 2    | 1      | 0     | 3      |
| 4    | China       | 1    | 1      | 0     | 2      |
| 5    | Kazachstan  | 1    | 0      | 0     | 1      |
| 6    | Zuid-Korea  | 0    | 4      | 0     | 4      |
| 7    | Japan       | 0    | 2      | 3     | 5      |
| 8    | Zwitserland | 0    | 1      | 0     | 1      |
| 9    | Rusland     | 0    | 0      | 3     | 3      |
| 10   | Duitsland   | 0    | 0      | 1     | 1      |
| 10   | Estland     | 0    | 0      | 1     | 1      |
| 10   | Noorwegen   | 0    | 0      | 1     | 1      |